# Andrena macswaini
Andrena macswaini is een vliesvleugelig insect uit de familie Andrenidae. De wetenschappelijke naam van de soort is voor het eerst geldig gepubliceerd in 1960 door Linsley.